# Neurophyseta fulvistrigalis
Neurophyseta fulvistrigalis là một loài bướm đêm trong họ Crambidae.